# Lercari (Adelsgeschlecht)
Die Lercaro, später Lercari, waren eine historische genuesische Familie. Sie stammten ursprünglich aus Armenien und ließen sich ab 1100 in Genua nieder. Die Familie bekleidete im Laufe der Zeit wichtige Funktionen in der Republik (Dogen und Senatoren). Ende des 14. Jahrhunderts etablierte ein Zweig der Familie Lercaro eine bedeutende kommerzielle und finanzielle Präsenz auf Teneriffa (Kanarische Inseln) und baute auf der Insel einen der wichtigsten Paläste im Stil der Spätrenaissance.

Wappen der Fam. Lercari

Im Jahr 1528, nach der Reform von Andrea Doria, bildeten die Lercari zusammen mit der Familie Serra das zwölfte Albergo.

## Geschichte

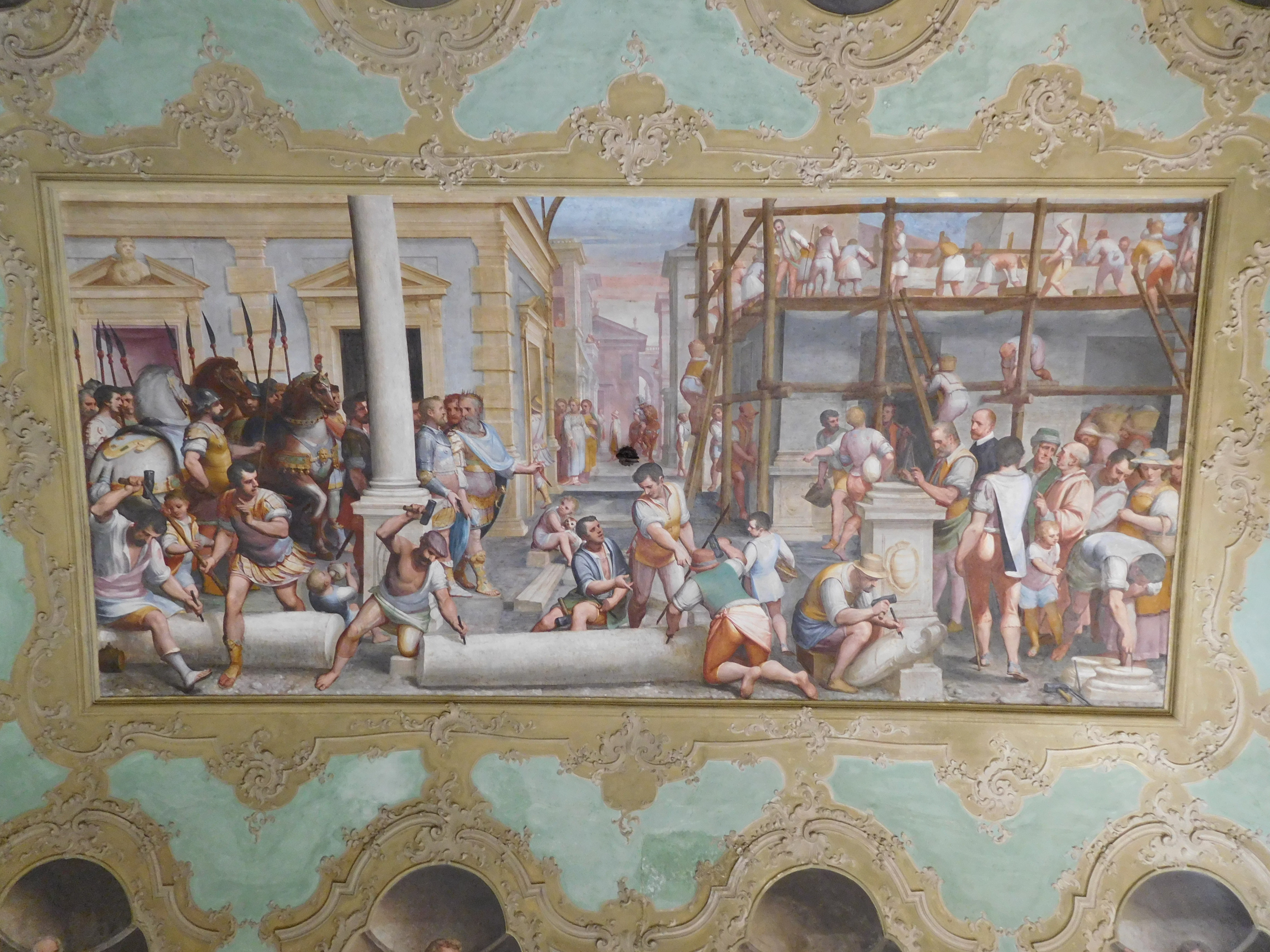
Luca Cambiaso, Megollo Lercaris Bau des Fondaco dei Genovesi in Trebisonda, Palazzo Lercari-Parodi

Diese Familie, bestehend aus Kaufleuten und Seefahrern, spielte im 13. Jahrhundert eine wichtige Rolle bei der Entwicklung des Handels und der Finanzen der Republik Genua, auch durch geschickte Allianzen und Heiratsstrategien mit den wichtigsten Familien der Stadt wie den Fieschi. Sie gehörten somit zu den Maiores (Magnaten), die durch ihre Macht, ihren Reichtum und ihre Machtausübung das politische Leben Genuas bestimmen konnten.
In der Tat nahmen die Lercari innerhalb der quator gentes, die sich aus den Spinola, Doria, Grimaldi und Fieschi zusammensetzten, eine unterstützende Position ein, wie Caffaro in seinen Annalen berichtet, in denen er 1263 unter den tres de melioribus et maioribus civitatis Ianue die Adligen Oberto Cicala, Ido Lercari und Ansaldo Doria als eines ihrer Mitglieder nennt.
Im 13. und 14. Jahrhundert errichteten die Lercari bedeutende Handelsniederlassungen am Schwarzen Meer von Pera bis Trabzon. In der letztgenannten Stadt erhielten zahlreiche Familienmitglieder von Kaiser Alexis II. Handelskonzessionen. Zu ihnen gehörte Magollo (Domenico) Lercari.
Im 16. Jahrhundert ließ sich ein Zweig der Lercari in Sizilien nieder, gründete die Stadt Lercara Friddi und übernahm später deren Fürstentum.

## Persönlichkeiten
Niccolò Lercari, Kammerdiener von Papst Innozenz IV., wurde von diesem im Jahr 1250 zum Erzbischof von Tyrus ernannt.
Niccolò Lercari, Neffe des Erstgenannten, Kanoniker von Santa Maria delle Vigne in Genua, war 1228 Beauftragter des Papstes in einem Rechtsstreit zwischen der Gemeinde von Genua und dem Bischof von Savona und führte 1232 im Namen der Republik Genua geheime Verhandlungen mit Kaiser Friedrich II. Im Jahr 1232 wurde er zusammen mit zwei Konkurrenten zum Bischof von Ventimiglia gewählt. Schließlich bestätigte Papst Gregor IX. die Wahl Lercaris. Ab 1236 wurde Nicola Lercaro vom Papsttum wegen mehrerer „ungeheurer Verbrechen“, darunter Simonie und Unzucht, vor Gericht gestellt. Am Ende dieses Inquisitionsverfahrens erklärte Papst Innozenz IV. im Jahr 1244 den Bischof für abgesetzt. Der Papst stellte jedoch 1245 die bona fama von Nicola Lercari wieder her und verlieh ihm verschiedene kirchliche Einkünfte.

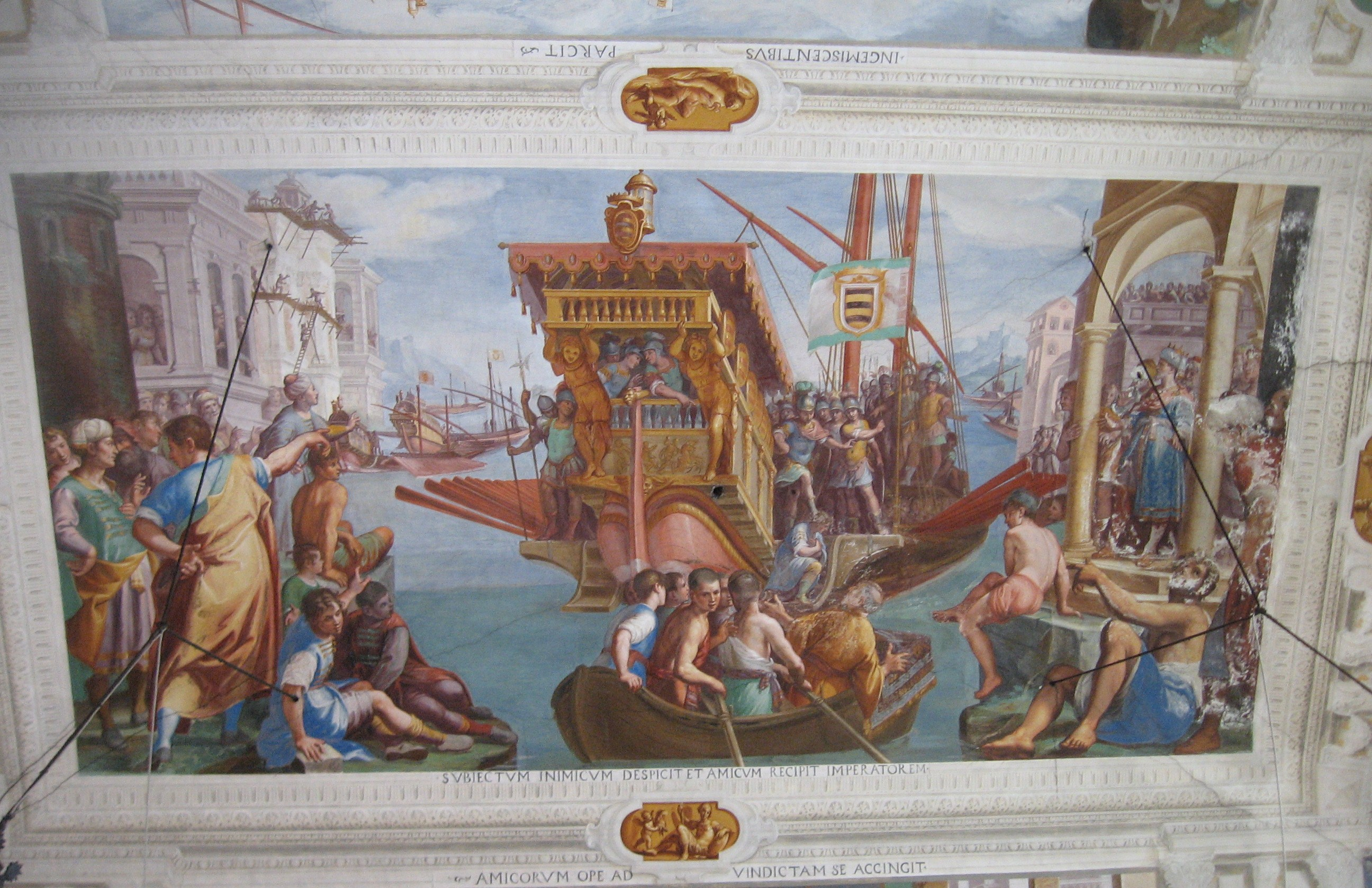
Megollo Lercari erniedrigt den Höfling Andronico, Fresko im Gewölbe der Villa Spinola di San Pietro

Megollo Lercari (Domenico Lercari), wurde Ende des 13. Jahrhunderts als Sohn von Gioffredo geboren und war als Kaufmann in Pera, Trabzon und am Schwarzen Meer tätig und wurde zu einem Vertrauten von Alexios II. Comnenus. Später geriet er in Konflikt mit Alexios II. und der lokalen griechischen Gemeinde, die die Privilegien der genuesischen Kaufleute nur widerwillig akzeptierte. Um sich für eine angeblich erlittene Beleidigung zu rächen, kehrte er nach Genua zurück und bewaffnete zwei Galeeren, mit denen er zwischen 1316 und 1318 systematische Überfalle auf die griechischen Gemeinden im Schwarzen Meer unternahm, wobei den Gefangenen zur Strafe Ohren und Nasen abgeschnitten wurden, die in Salzlake konserviert an Alexios II. übergeben wurden. Als Folge dieser Ereignisse und dafür, dass Mercollo Lercari das Leben seines Günstlings, des Höflings Andronicus, verschont hatte, gewährte Alexios II. den Genuesen in Trabzon ein Warenlager mit umfangreichen Privilegien. In der Folgezeit betrieb er von der Insel Chios aus, die damals von der genuesischen Familie Zaccaria kontrolliert wurde, den Handel mit Mastix und war häufig in der Piraterie tätig. Das Datum seines Todes ist nicht bekannt, es wird angenommen, dass er nach 1333 starb.
Giovanni Battista Lercari (Genua 1505 – Genua 1592), Sohn von Stefano wurde zum 64. Dogen der Republik Genua für den Zweijahreszeitraum 1563–1565 gewählt.
Caterina Lercaro (16. Jahrhundert) war eine Adelige aus einem Zweig der Familie Lercari, die zur Zeit der Eroberung auf die Kanarischen Inseln kam. Ihr Vater Antonio, ein wohlhabender Kaufmann aus Teneriffa, verheiratete sie gegen ihren Willen mit einem älteren Bürgermeister der Stadt. In ihrer Verzweiflung brachte sich die junge Caterina um, indem sie sich in einen Brunnen stürzte. Ihr Leichnam wurde unter dem Fußboden eines Zimmers im Haus der Vorfahren begraben, da die Kirche ein christliches Begräbnis auf dem Friedhof von Teneriffa ablehnte. Das Haus der Lercaris, in dem seit 1993 das Museo de Historia de Tenerife untergebracht ist, ist bekannt für die angebliche Anwesenheit des Geistes von Caterina, dem berühmtesten Gespenst der Kanarischen Inseln.
Francesco di Nicolò, ein sehr reicher Kaufmann, vollendete 1571 den Bau des Palazzo Lercari-Parodi in der Via Garibaldi, der zu den Rolli von Genua zählt. Im Jahr 1576 vollendete er die Renovierung des Palazzo Lercari-Spinola in der Via degli Orefici, Nr. 7, der ebenfalls in der oben genannten Liste aufgeführt ist.
Giovanni Battista Lercari (1576–1657) übernahm das Amt des Dogen der Republik Genua für den Zweijahreszeitraum 1642–1644.
Niccolò Maria Lercari (Taggia 1675 – Rom 1757) wurde 1726 zum Kardinal ernannt, nachdem er eine lange kirchliche Karriere während des Pontifikats der Päpste Benedikt XIII., Clemens XII. und Benedikt XIV. durchlaufen hatte.
Caterina Imperiale Lercari Pallavicini schrieb Gedichte in der 1721 erschienenen Publikation der Accademia dell’Arcadia.
Giovanni Lercari (Taggia 1722 – Genua 1802) wurde 1767 zum Erzbischof von Genua gewählt.

## Paläste und Wohnsitze
Palazzo Lercari-Parodi, Via Garibaldi 3, Genua, gegründet von Franco Lercari, gehört zu den ersten Bussolo der Rolli von Genua, den einzigen der geeignet war, „Papst, Kaiser, König, Legaten, Kardinal oder andere große Fürsten zu beherbergen“, wie der Senat von Genua 1588 erklärte.
Palazzo Lercari-Spinola di San Luca, Via degli Orefici 7, Genua, ein Palast, der in die Liste der Rolli von Genua aufgenommen wurde und 1540 von Giovanni Battista Lercari erbaut wurde.
Villa Spinola di San Pietro, in Sampierdarena Genua, erbaut von Giovanni Battista Lercari, Doge der Republik Genua zwischen 1563 und 1565 und dann von seinem Neffen Giovanni Battista Spinola, Herzog von San Pietro in Galatina, geerbt. Im Inneren des Hauptgeschosses befinden sich bedeutende Fresken von Bernardo Castello, welche die Heldentaten von Megollo Lercari darstellen.

## Wappen
Rot und Silber gebändert.